# آدم برادلي
آدم برادلي (بالإنجليزية: Adam Bradley)‏ هو سياسي أمريكي، ولد في 13 يوليو 1961 في الولايات المتحدة. حزبياً، نشط في الحزب الديمقراطي. وقد انتخب عضو جمعية ولاية نيويورك.

## وصلات خارجية
- الموقع الرسمي